# География Белгородской области
Белгородская область — субъект Российской Федерации, расположенный на юге Среднерусской возвышенности, в юго-западной части России на границе с Украиной.

## Географическое положение
Белгородская область входит в состав Центрально-Чернозёмного экономического района и Центрального федерального округа Российской Федерации. На юге и западе она граничит с Луганской, Харьковской и Сумской областями Украины, на севере и северо-западе — с Курской областью, на востоке — с Воронежской областью. Общая протяжённость её границ составляет около 1150 км, из них с Украиной — 540 км.
Крайними точками Белгородской области являются следующие координаты: на севере (в Старооскольском районе) — 51°26′ с. ш. 37°51′ в. д., на юге (в Ровеньском районе) — 49°41′ с. ш. 38°57′ в. д., на западе (в Краснояружском районе) — 50°56′ с. ш. 35°20′ в. д., на востоке (в Ровеньском районе) — 50°02′ с. ш. 39°16′ в. д..
Площадь области составляет 27,1 тыс. км², протяжённость с севера на юг — около 190 км, с запада на восток — около 270 км. Область расположена на юго-западных и южных склонах Среднерусской возвышенности в бассейнах рек Днепра и Дона, в лесостепной зоне на приподнятой всхолмлённой равнине со средней высотой над уровнем моря 200 м. Самая высокая точка 277 м над уровнем моря — находится в Прохоровском районе. Самая низкая — в днище долин рек Оскола и Северского Донца. Территория изрезана балками (логами), оврагами, по которым разбросаны дубравы.

## Климат
Климат умеренно континентальный с довольно мягкой зимой со снегопадами и оттепелями и продолжительным летом. Средняя годовая температура воздуха изменяется от +5,4 градуса на севере до +6,8 градуса на юго-востоке. Самый холодный месяц — январь. Безморозный период составляет 155—160 дней, продолжительность солнечного времени — 1800 часов. Почва промерзает и нагревается до глубины 0,5—1,0 м. Осадки неравномерны. Наибольшее их количество выпадает в западных и северных районах области и составляет в среднем 540—550 мм. В восточных и юго-восточных в отдельные годы уменьшается до 400 мм.

## Полезные ископаемые
В области сосредоточено более 40 процентов разведанных запасов железных руд страны. Месторождения приурочены к Курской магнитной аномалии. Среди них Коробковское, Лебединское, Стойленское и перспективное Приоскольское в Новооскольском районе, Большетроицкое в Шебекинском районе, а также Яковлевское, Чернянское и Погремецкое месторождения.
Выявлены и в разной степени разведаны крупные месторождения бокситов, апатитов, минеральных подземных вод (радоновых и лечебно-столовых), многочисленные месторождения строительных материалов (мела, песка, глин и т. д.). Известны проявления золота, графита и редких металлов. Имеются географические предпосылки для выявления платины, углеводородного сырья и других полезных ископаемых.

## Гидрография

### Реки
Территория Белгородской области относится к бассейнам двух морей: Чёрного (западная часть области)и Азовского (центральная и восточная часть области).
Область относится к числу маловодных. Это связано не только с количеством осадков, но и с рельефом области. Она расположена в пределах водораздельной части среднерусской возвышенности, поэтому практически все протекающие здесь реки начинаются в пределах области. В качестве исключения из этого правила обычно называют две реки — Оскол и Убля, начинающиеся в Курской области. Но есть и некоторые другие, более мелкие реки, начинающиеся за пределами области. Это приток Ворсклы Грайворонка, начинающаяся в Харьковской области. Также несколько притоков реки Илек начинаются в Сумской области .
Реками, озёрами, болотами занято около 1 % её территории. Здесь протекает более 480 малых рек и ручьёв. Наиболее крупные из них на северо-западе — Северский Донец, Ворскла, Ворсклица, Псёл, в восточных районах — Оскол, Тихая Сосна, Чёрная Калитва, Валуй. Общая протяжённость речной сети — 5000 км.

### Пруды и водохранилища
В области насчитывается 1100 прудов и 4 водохранилища.
Белгородское водохранилище
Белгородское водохранилище расположено на реке Северский Донец. Построено в 1985 году для надёжного водообеспечения Белгородского промышленного узла и улучшения санитарного состояния вод реки Северский Донец. Объём водохранилища составляет — 76 млн.м³. По гидрохимическим показателям вода в водохранилище в целом относится к 3-му классу качества (умеренно-загрязнённая). В последние годы качественный состав воды имеет тенденцию улучшения.

## Животный мир
Фауна Белгородской области лугово-степная. Особую неповторимость фауне придают калькофильные зоокомплексы, связанные с меловыми отложениями. Фауна Белгородской области насчитывает по разным оценкам от 10 до 15 тысяч видов.
Около 10 % видов животных относятся к числу нуждающихся в особой охране. 50 видов включены в список Красной Книги. Насчитывается около 279 видов птиц, в том числе 152 — гнездящихся, остальные — пролётные и откочевывающие. Наиболее богаты: отряд воробьёвых (111 видов); кулики (45 видов); гусеобразные (до 30 видов); дневные хищники (21 вид). Численность охотничьих животных приблизительно составила: лось — 387; олень — 501; косуля — 4474; кабан — 2574; заяц-русак — 18 361; лисица — 3856; куница — 2025; хорь — 1120; волк — 36. Ежегодная численность охотничьих животных остаётся стабильной.

## Растительность
Растительный покров области отражает черты северной лесостепи, для которой характерно чередование лесов с луговой степью.

Она представлена двумя типами растительности — зональной и экстразональной. Зональная растительность — это плакорные дубравы (221 вид) и степные луга (211 видов). Экстразональная растительность — это луга (232 вида), виды кустарников и опушек (161 вид), фитоценозы меловых обнажений (93 вида) и синатропные сообщества (192 вида). В целом флора области насчитывает 1284 вида. Лесистость области составляет 9,8 %. Более 800 га лесных массивов отнесены к особо охраняемым территориям из-за произрастания там «краснокнижных» редких видов растений и обитания животных.

## Почвенный покров
Зональные почвы представлены чернозёмами (77 % территории) и серыми лесными почвами (почти 15 % территории).
Тип черноземов представлен в области подтипами оподзоленных, выщелоченых, типичных и обыкновенных черноземов. Первые три подтипа характерны для лесостепной части области и встречаются до линии Алексеевка — Валуйки, восточнее и южнее которой распространены преимущественно обыкновенные черноземы, характерные для степной зоны.
Тип серых лесных почв представлен в области подтипами темно-серых лесных и светло-серых лесных. В отличие от черноземов, серые лесные почвы в Белгородской области распространены не равномерно, а в виде 5 крупных массивов, приуроченных к местам сосредоточения крупных лесов и их окрестностям. Самый западный массив серых лесных почв расположен на правобережье Ворсклы. Второй массив находится в центре области, в междуречье Северского Донца и его притоков — Липового Донца, Разумной, Нежеголи с притоками Корень и Короча. Третий массив протягивается с севера на юг вдоль правого берега Оскола от реки Осколец до реки Холок. Самый восточный массив серых лесных почв в Белгородской области расположен по левобережью Тихой Сосны, а самый южный — в междуречье Оскола и Валуя с притоками Полатовка и Верхний Моисей.